# یاهاری
همان‌طور که انتظار داشتم، کمدی رمانتیک جوانی من اشتباهه ⁪ (ژاپنی: やはり俺の青春ラブコメはまちがっている。 هپبورن: Yahari Ore no Seishun Rabukome wa Machigatteiru) که تحت عنوان خلاصه شده یاهاری یا کمدی رمانتیک نوجوانی من اس‌ان‌ای‌اف‌یو نیز شناخته می‌شود، مجموعه لایت ناول ژاپنی نوشته واتارو واتاری و تصویرسازی پونکان۸ است. داستان در مورد هاچیمان هیکیگایا، نوجوانی بدبین، کوته فکر و واقع بین است که توسط معلمش مجبور می‌شود به باشگاه خدمات مدرسه بپیوندد و با دو دختر با مسائل مربوط به خودشان کار کند و هنگام برخورد با درگیری‌های درونی خود به دیگران کمک و توصیه می‌کنند.
سه اقتباس مانگا و دو جلد گلچین ادبی از این اثر وجود دارد. همچنین مجموعه تلویزیونی انیمه اقتباسی از آوریل و ژوئن ۲۰۱۳ و فصل دوم آن بین آوریل و ژوئن ۲۰۱۵ و فصل سوم و آخر بین جولای و سپتامبر ۲۰۲۰ پخش شد. یک بازی ویدیویی ساخته استودیو 5pb برای پلی‌استیشن ویتا در سپتامبر ۲۰۱۳ منتشر شد.. دومین بازی ویدیویی نیز توسط 5pb در اکتبر ۲۰۱۶ منتشر شد. هر دو بازی در یک نسخه برای پلی‌استیشن ۴ در اکتبر ۲۰۱۷ و برای نینتندو سوئیچ در اکتبر ۲۰۲۲ نیز منتشر شدند. سومین بازی ویدیویی برای پلی استیشن ۴ و نینتندو سوییچ در آوریل ۲۰۲۳ منتشر شد.

## واژه‌نامه
1. ↑  My Youth Romantic Comedy Is Wrong, as I Expected
2. ↑  Yahari
3. ↑  My Teen Romantic Comedy SNAFU,